# Per Svenner
Per Gunnar Mårten Svenner, född 29 september 1980 i Göteborg, är en svensk musiker, kompositör och skådespelare.
Svenner spelar trummor och slagverk och har varit yrkesverksam som musiker sedan 2005.
Per Svenner har medverkat i grupper såsom Räfven, Simbi, Komodo och Mojump. Han har även medverkat vid flera skivinspelningar under 2000-talet; utöver Räfven och Simbi bland annat med Timo Räisänen, Martin Schaub, Sofia Karlsson och Sanna Hogman.
Svenner är även verksam som frilansande musiker och har spelat med artister som Ola Salo, Mia Skäringer, Jojje Wadenius, Stefan Andersson, Kapten Röd, Ebbot Lundberg, Tomas von Brömssen, Movits!, Sofia Karlsson, Shirley Clamp, Daniel Lemma, Timo Räisänen, Sanba Zao och Sven-Bertil Taube.
Som skådespelande musiker har Per Svenner medverkat i ett antal föreställningar, musikaler och nycirkusföreställningar på teatrar som GöteborgsOperan, Malmö Opera, Folkteatern i Göteborg, Smålands Musik och Teater.

## Diskografi

### MedRäfven
- 2007 - Live
- 2008 - Next time we take your instruments
- 2009 - Välkommen till Räfvbygden
- 2011 - Svensk Kultur
- 2015 - Bring back the Dinos
- 2017 - Kampen (singel)
- 2018 - 15

### Övriga
- Dusty Brown: Another Turn (2005)
- Salomon Helperin Yiddish Salsa Band:  Le Cheim (2005)
- My Closest Friend: Six Point Five Inches of Pure Stainless Heartache (2006)
- Martin Söresson: Damn the Lion (2006)
- Loke Nyberg: Dimbros Fäste (2006)
- Dahlkvistska Kapellet: Sånger från Bö (2007)
- Dan Hellström:  I Förortsskogen (2008)
- Martin Schaub: Leaving the Circus (2008)
- Komodo DVD: Kabaré kalabalik (2010)
- Mojump: Moon over Mior (2010)
- Patrik Rydman:  What took you so long (2011)
- Henrik Nagy: Mellan tystnad och ord (2013)
- Sanna Hogman: Medan tid är ska vi ro (2014)
- Simbi: Soyeye (2016)
- Maybe Canada: Early Tapes (2016)
- Timo Räisänen och Henning:  Två vise män (singel) (2019)
- Timo Räisänen: Pax Noël (2020)
- Per Svenner: Gigantic Atlantic (2021)
- Astrid Lindgren: Pippi på Cirkus (2022)

### Roller
| År   | Roll                      | Produktion                                     | Regi                             | Teater                                          |  |
| ---- | ------------------------- | ---------------------------------------------- | -------------------------------- | ----------------------------------------------- |  |
| 2001 | Musiker och ”Tiden”       | "Drömsommar i overkligheten"                   | Lisa Nordström                   | Palmhuset i Göteborg                            |  |
| 2001 | Musiker                   | Elden är lös                                   | Lars-Eric Brossner               | Folkteatern i Göteborg                          |  |
| 2002 | "Röd"                     | Regnbågsfolket                                 | Lisa Nordström                   | Palmhuset i Göteborg                            |  |
| 2003 | Musiker                   | Ingenmansland                                  | Daniel Engström                  | Turné på Balkan                                 |  |
| 2004 | Musiker                   | Staden och Stjärnorna                          | Niklas Hjulström                 | Folkteatern i Göteborg                          |  |
| 2005 | Musiker                   | Medea                                          | Viktoria Brattström              | Kinnekulle Teater                               |  |
| 2006 | Musiker och "Sol"         | Väx Upp!                                       | Henrik Wallgren                  | Folkteatern i Göteborg                          |  |
| 2006 | Musiker                   | West Side Story                                | Viktoria Brattström              | Teater Thalia i Göteborg                        |  |
| 2007 | ”Direktören” och Musiker  | Ensam i Flock                                  | Komodo                           | Stora Teatern i Göteborg                        |  |
| 2007 | ”Direktören” och Musiker  | Kabaré Kalabalik                               | Komodo                           | Hagateatern i Göteborg                          |  |
| 2008 | Musiker                   | Kabaré Kalabalik                               | Komodo                           | Turné på teatrar i Turkiet, Norge och Sverige   |  |
| 2009 | Musiker                   | Kabaré Kalabalik                               | Komodo                           | Turné på teatrar i Finland, Belgien och Sverige |  |
| 2010 | ”Direktören” och Musiker  | Kabaré Kalabalik Über Fantastic Deluxe Supreme | Emma Hellström                   | Smålands Musik och Teater                       |  |
| 2010 | ”Reine Råtta” och Musiker | I Förortsskogen                                | Linda Hellström                  | Västra Götalands Teater                         |  |
| 2011 | ”Direktören” och Musiker  | Kabaré Kalabalik                               | Emma Hellström                   | Turné på teatrar i Finland, Belgien och Sverige |  |
| 2012 | Musiker                   | Homeland?                                      | Guy Weizman                      | GöteborgsOperan                                 |  |
| 2012 | Musiker                   | Se mig så finns jag                            | Emma Hellström                   | Vara Konserthus                                 |  |
| 2012 | ”Direktören” och Musiker  | Kabaré Kalabalik Über Fantastic Deluxe Supreme | Emma Hellström                   | CSO Concert Hall i Ankara, Turkiet              |  |
| 2013 | Musiker                   | Carmencita Rockefeller                         | Rikard Bergqvist                 | GöteborgsOperan                                 |  |
| 2013 | Musiker                   | Homeland?                                      | Guy Weizman                      | GöteborgsOperan (Nypremiär)                     |  |
| 2013 | ”Direktören” och Musiker  | Kabaré Kalabalik                               | Emma Hellström                   | Turné på teatrar i Estland och Sverige          |  |
| 2014 | Musiker                   | KomodoGalan                                    | Komodo                           | Turné på teatrar i Sverige                      |  |
| 2014 | Musiker                   | Carmencita Rockefeller                         | Rikard Bergqvist                 | GöteborgsOperan (Nypremiär)                     |  |
| 2015 | ”Direktören” och Musiker  | Kabaré Kalabalik Über Fantastic Deluxe Supreme | Emma Hellström                   | Heimathafen i Berlin                            |  |
| 2016 | Musiker                   | Hair                                           | Rikard Bergqvist                 | GöteborgsOperan                                 |  |
| 2017 | "Per" och Musiker         | Godspell                                       | Roine Söderlundh                 | Malmö Opera                                     |  |
| 2019 | Musiker                   | Return to the Forbidden Planet                 | Rikard Bergqvist                 | GöteborgsOperan                                 |  |
| 2021 | "Roberto" och Musiker     | Mamma Mia The Party                            | Roine Söderlundh                 | Rondo                                           |  |
| 2021 | Musiker                   | Kärlek Skonar Ingen                            | Viktoria Brattström              | GöteborgsOperan                                 |  |
| 2022 | "Pepe" och Musiker        | Pippi på Cirkus                                | Maria Löfgren och Tilde Björfors | Cirkus                                          |  |